# Аккуавіва-Платані
Аккуавіва-Платані (італ. Acquaviva Platani, сиц. Acquaviva Plàtani) — муніципалітет в Італії, у регіоні Сицилія,  провінція Кальтаніссетта.
Аккуавіва-Платані розташована на відстані близько 500 км на південь від Рима, 70 км на південний схід від Палермо, 34 км на захід від Кальтаніссетти.
Населення — 967 осіб (2014).
Щорічний фестиваль відбувається seconda domenica di вересня. Покровитель — Crocifisso.

## Демографія
Населення за роками:

Станом на 1 січня 2023 року в муніципалітеті офіційно проживало 11 іноземців з 7 країн, серед них 6 громадян країн Євросоюзу та 1 громадянин України.

## Сусідні муніципалітети
- Каммарата
- Кастельтерміні
- Муссомелі
- Сутера